# 마지막 지령
《마지막 지령》(The Last Detail)은 미국에서 제작된 할 애쉬비 감독의 1973년 드라마, 코미디 영화이다. 1969년 소설 The Last Detail에 기반을 둔다. 잭 니콜슨 등이 주연으로 출연하였고 제랄드 에이리스 등이 제작에 참여하였다. 1973년 12월 12일 개봉되었다.

## 출연

### 주연
- 잭 니콜슨

### 조연
- 오티스 영
- 랜디 퀘이드

## 기타
- 원작자: 대릴 포닉선
- 공동제작: 조엘 쉐노프
- 협력프로듀서: 찰스 멀베힐
- 미술: 마이클 D. 할러
- 배역: 린 스터마스터